# Мутинская война
Мути́нская война́ 44—43 до н. э. — военные действия в Италии, бывшие составной частью гражданской войны 44—42 до н. э.

## Предыстория войны

### Первые дни после убийства Цезаря
Убийство Юлия Цезаря привело к новому политическому кризису, который почти неизбежно должен был закончиться гражданской войной.
Заговорщики, по-видимому, считали, что убийство тирана вызовет гражданский подъём у римлян, и немедленно приведёт к восстановлению республики, а потому не продумали свои дальнейшие действия. Когда их надежды не оправдались, они были растеряны, а тем временем соратники Цезаря начали собирать силы.
В ночь с 15/16 марта Марк Антоний убедил жену Цезаря Кальпурнию передать ему все бумаги диктатора и деньги, хранившиеся в доме (около 100 млн. сестерциев), якобы, для пущей сохранности. Затем он, будучи консулом, завладел содержимым государственной казны (ещё 700 млн.), и эти средства давали ему возможность привлечь на свою сторону ветеранов и народ.
В настоящее время, однако, единственными боеспособными частями вблизи города были войска Марка Эмилия Лепида, начальника конницы (заместителя диктатора). С этими силами он готовился отправиться в Трансальпинскую Галлию, но узнав о происходящем, в ночь на 16-е ввёл в Рим отряд легионеров и занял Форум. Лепид первым высказал предложение о мести убийцам Цезаря.

### Компромисс
Тем не менее, ситуация была очень неопределённой, и пока ни одна сторона не могла рассчитывать на успех в случае вооружённого столкновения. Эти обстоятельства вынудили противников искать компромисса. 16 марта через посредников договорились о том, что Антоний на следующий день соберёт заседание сената.
17 марта сенат собрался в храме богини Земли, подальше от Капитолия, занятого республиканцами. Здание было окружено ветеранами и толпой, сочувствующей цезарианцам, поэтому заговорщики прийти не решились. Сторонники республики предложили объявить Цезаря тираном, а его убийцам вынести благодарность, но Антоний заметил, что в этом случае придётся отменить и все распоряжения Цезаря. Это мало кого устраивало, так как многие сенаторы были либо назначены Цезарем, либо получили от него различные пожалования. В итоге было принято компромиссное предложение Цицерона: поступить по примеру афинян и объявить то, что греки называли словом «амнистия», то есть «забвение». Убийцы оставались безнаказанными, а все распоряжения Цезаря, как принятые, так и намеченные, были утверждены. Чтобы закрепить договорённость, дети Антония и Лепида были переданы республиканцам в качестве заложников.
19 марта в доме Антония было оглашено завещание Цезаря. Основным наследником был назначен Гай Октавий, которого диктатор усыновлял. Каждому плебею Цезарь распорядился выдать по 300 сестерциев.

### Похороны Цезаря
19 или 20 марта состоялись торжественные похороны Цезаря за государственный счёт. Антоний превратил это мероприятие в спектакль, продемонстрировав толпе окровавленную тунику Цезаря и восковую статую, на которой были обозначены раны, а также произнеся речь, которой довёл толпу до крайнего возбуждения. В результате заговорщикам пришлось бежать из Рима. Брут и Кассий покинули город в начале апреля, Децим Брут отправился в назначенную ему Цизальпинскую Галлию.
Устроенная Антонием провокация привела к волнениям городской черни, взбудораженной ещё больше агитацией Лже-Мария и возможностью пограбить, пока в городе не восстановлен порядок.

### Мероприятия Антония
Группа умеренных республиканцев в сенате постаралась сблизиться с Антонием в попытке избежать гражданской войны. Антоний провёл закон об упразднении на вечные времена диктатуры и предложил вызвать из Испании Секста Помпея и поставить его во главе римского флота. Это предложение импонировало помпеянцам. Заручившись их поддержкой, Антоний добился предоставления ему в качестве проконсульской провинции Македонии, а Долабелле — Сирии. В этих провинциях стояли войска, собранные для готовившегося парфянского похода, и до этого провинции предназначались Бруту и Кассию. Кроме того, он получил право набрать в качестве личной охраны до 6 тыс. человек, и навербовав центурионов и отборных солдат, получил кадр, из которого можно было развернуть армию.
Имея в своих руках архив Цезаря, Антоний назначил ряд новых сенаторов, и также предоставил различные привилегии провинциям и вассальным царствам. Все это он оправдывал неопубликованными распоряжениями Цезаря, но современники, зная этого человека, не сомневались, что он штампует липовые постановления в обмен на крупные взятки.
Цицерон по этому поводу сострил, что

Мы были не в состоянии стать его рабами, но сделались рабами его записной книжки.— Цицерон. Письма к Аттику. XIV, 14, 2.
Ряд видных цезарианцев также начал сближаться с сенатом: назначенные на 43 до н. э. консулами Авл Гирций и Гай Вибий Панса, и наместники Гай Азиний Поллион и Луций Мунаций Планк.

### Прибытие Октавиана
В середине апреля в Южную Италию прибыл Октавиан, который, вопреки советам матери Атии и отчима Л. Марция Филиппа, решил принять наследство Цезаря. 19 апреля он встретился с Цицероном и через посредство своего зятя Г. Клавдия Марцелла начал устанавливать связи с сенатской партией.
Прибыв в Рим, он выступил с речью, пообещав раздать народу обещанные Цезарем деньги, но сделать это оказалось непросто, так как Антоний отказался передать ему имущество Цезаря и помешал оформить усыновление через куриатные комиции. Встреча между ними едва не закончилась ссорой, и только вмешательство ветеранов заставило этих двоих пойти на формальное примирение.
Не получив от консула денег, Октавиан, принявший имя Цезаря, продал имущество и земельные владения и свои, и матери с отчимом, и вырученные от этого немалые суммы раздал римскому народу, чем сразу привлёк на свою сторону много людей.

### Обострение кризиса
К началу лета ситуация ухудшилась, так как вокруг Брута и Кассия собирались их сторонники и клиенты из италийских муниципиев, а ветераны Цезаря стекались в Рим.
3 июня Антоний провёл закон об обмене провинциями, по которому отдавал Дециму Бруту Македонию, а Цизальпинскую Галлию забирал себе, чтобы с территории этой провинции, граничившей с Италией, продолжать управлять Римом. Пытаясь удалить из Италии Брута и Кассия, он предложил им заняться обеспечением Рима хлебом, и для этого отправиться, соответственно, в Азию и на Сицилию. Брут счёл такое предложение оскорбительным.
8 июня в Анции состоялось совещание виднейших представителей сенатской партии, пытавшихся выработать план действий. Кроме Цицерона, Брута и Кассия с их друзьями там присутствовали мать Брута Сервилия, жена Кассия и дочь Сервилии Юния Терция, жена Брута Порция (дочь Катона Младшего). Ни к какому решению аристократы не пришли. Потеряв надежду, Цицерон решил переждать смутные времена подальше от Рима, и упросил своего зятя Долабеллу, взять его легатом в Сирию. Но ветер прибил его корабль к италийскому берегу и, после нового совещания с Брутом Цицерон 31 августа вернулся в Рим, чтобы начать решительную борьбу с Антонием.
Брут и Кассий, которым в качестве провинций были назначены не очень престижные Крит и Кирена, решили начать подготовку к гражданской войне на Востоке и где-то в конце августа отправились собирать войска — первый в Македонию, второй — в Сирию.
Антоний, пытаясь укрепить своё положение, вызвал из Македонии стоявшие там четыре легиона, а на заседании сената 1 сентября внёс законопроект о воздании Цезарю божественных почестей. Цицерон на заседании не присутствовал, и Антоний пригрозил, что если тот не явится, тогда его доставят силой. Сенаторы отговорили консула от этого, но о происшедшем стало известно Цицерону, который счёл это личным оскорблением.
На следующий день, в отсутствие Антония, Цицерон выступил с первой филиппикой против него. Затем в течение месяца они заочно обменивались речами и памфлетами, содержавшими различные обвинения и личные нападки. Отношения между Антонием и Октавианом продолжали ухудшаться, и Антоний даже заявлял, что тот хочет подослать к нему убийц. Опасаясь нападения, он укрепил свой дом и ввёл входные пароли. Поскольку словесные баталии ничего решить не могли, Антоний 9 октября отправился в Брундизий встречать македонские легионы, а вскоре и Октавиан поехал в Кампанию вербовать ветеранов.
Как полагают, Октавиан после отъезда с Балкан сохранил связи с тамошними командирами, а потому легионы встретили Антония не так, как он рассчитывал. Обещание раздать солдатам по 400 сестерциев вызвало с их стороны насмешки. Разъярённый Антоний арестовал подозрительных центурионов и легионеров, после чего провёл частичную децимацию, казнив, по словам Цицерона, 300 человек,. Думая, что таким способом он наведёт порядок в войсках, консул ошибался. Времена изменились и легионеры больше не желали терпеть к себе такого отношения. Особенную ярость вызвало у них то, что казни проводились в присутствии жены Антония Фульвии.

## Война

### Начало гражданской войны
Тем временем война фактически началась. Коллега Антония Долабелла осенью прибыл в Сирию и разбил войска её наместника Гая Требония. Антоний направил три легиона берегом Адриатики в Галлию, а сам с V легионом Жаворонков выступил к Риму. Октавиан набрал в Кампании 3 тыс. человек, пообещав им по 2 тыс. сестерциев, и также двинулся на Рим. Он действовал с согласия Цицерона и сумел войти в город, опередив Антония. Там он выступил с речью, в которой заявил, что готов выступить против Антония. Это вызвало удивление у ветеранов, не желавших войны между цезарианцами. Часть солдат покинула Октавиана, но большинство осталось, так как рассчитывало на поживу. После этого сын Цезаря встал лагерем в Арреции и продолжил набор войск, а также заслал эмиссаров в легионы Антония.
Тот прибыл в Рим во второй половине ноября. Он хотел объявить Октавиана врагом отечества, но тут получил известие, что легион Марса отказался идти на север и собирается присоединиться к Октавиану. Затем пришло сообщение, что IV легион также вышел из подчинения. «Потрясённый этим, Антоний вошел в сенат».

### Поход Антония на Мутину
28 ноября Антоний на заседании сената сообщил, что Лепид договорился с Секстом Помпеем, а потом провёл решение о передаче Македонии своему брату претору Гаю Антонию. Затем он выступил в поход на Галлию. Его армия состояла из новобранцев, двух македонских легионов, легиона ветеранов, вспомогательных войск и преторианской когорты.
Децим Брут отказался передать провинцию Антонию, и укрепился в Мутине с легионами и отрядом гладиаторов. По одним сведениям у него было 5 легионов, по другим 3, но они были неполного состава и плохо вооружены. У Октавиана было два македонских легиона, два неполных легиона ветеранов и один — новобранцев.

### Положение в провинциях
Положение в провинциях на тот момент было следующим. Западными провинциями управляли цезарианцы: Мунаций Планк — Цизальпинской Галлией (3 легиона), Лепид — Нарбонской Галлией и Ближней Испанией (4 легиона), Гай Азиний Поллион — Дальней Испанией (2 легиона). Их позиция ещё не определилась, и пока что они высказывались за мир. На Востоке Брут овладел Македонией, а Кассий готовился к завоеванию Сирии. Цицерон продолжал произносить филиппики, призывая к войне против Антония.

### Сбор сенатских войск. Переговоры с Антонием
1 января 43 до н. э. новые консулы вступили в должность, сразу начав вербовку войск. На серии заседаний сената было решено принять Октавиана в его состав, дать ему право за десять лет до положенного срока добиваться магистратур, вопреки обычаям предоставить ему империй и командование войсками в ранге пропретора. Сам Цицерон назвал приёмного сына Цезаря «божественным юношей» (divinus adolescens). Галлия была оставлена за Децимом Брутом, но предложение Цицерона объявить Антония врагом отечества не прошло. У того было достаточно сторонников в сенате, и по предложению консуляра Фуфия Калена к нему было направлено посольство с требованием отвести войска обратно за Рубикон, но не приближаться к Риму ближе чем на 200 миль. Антоний отверг эти предложения, и выдвинул свои: вместо Цизальпинской Галлии передать ему Трансальпинскую, а также утвердить все принятые им законы.
7 января Октавиан прибыл в лагерь в Ареции со знаками пропретора. Затем туда подошёл Гирций, и в середине января объединённая армия двинулась на север, пройдя Аримин и встав у Форума Корнелия. Вскоре начались стычки с войсками Антония, при том, что официально война все ещё не была объявлена.
В феврале посольство вернулось в Рим. Попытки Цицерона объявить Антония врагом опять не удались, и было принято предложение консуляра Л. Цезаря объявить его действия мятежом. Цицерон назвал это абсурдом и казуистикой, заявив, что мятежа не может быть без войны.
Зато удалось добиться утверждения полномочий Брута и Кассия в Македонии и Сирии, а захвативший Сирию Долабелла был объявлен врагом. К Антонию было отправлено новое послание, на которое тот дал оскорбительный ответ. Теперь ничего не оставалось, как объявить ему войну, и консул Панса выступил из Рима с четырьмя легионами. Был принят сенатусконсульт, отменявший прошлогодние консульские распоряжения Антония, но врагом его даже теперь не объявили. Для ведения войны требовались деньги, но в одних провинциях уже шла гражданская война, наместники других выжидали, и посылать в Рим деньги никто не торопился. Поэтому впервые за сто с лишним лет римский народ был обложен прямым налогом.

### Битва у Галльского Форума
Весной боевые действия оживились. Гирций и Октавиан подошли к Мутине так близко, что осаждённым были видны огни их лагеря. Антоний, узнав, что по Эмилиевой дороге движется Панса, решил не дать ему соединиться с основными войсками, но Гирций упредил его, послав на встречу Пансе легион Марса и две преторианские когорты. 14 апреля на болотах у Галльского Форума произошло жестокое сражение между вчерашними братьями по оружию.
Бойцы Антония хотели отомстить Марсову легиону за переход на сторону противника, легион Марса, в свою очередь, отплатить солдатам Антония за равнодушие к убитым под Брундизием.

Так они ринулись друг на друга, разгневанные, обуреваемые честолюбием, больше следуя собственной воле, чем приказу полководцев, считая эту битву своим личным делом. Наученные опытом, они воздержались от боевых криков, так как это никого бы не испугало: никто не издавал звука во время сражения, ни при победе ни при поражении. Не будучи в состоянии ни обходить противника ни бежать, так как они сражались на болотах и рвах, они крепко стояли, как вкопанные, друг против друга, никто не мог ударить другого мечом: они сцепились, как в борьбе. Не было ни одного напрасного удара, поэтому много было ранений и убийств, и вместо крика раздавались стоны.— Аппиан. XV, 68.
В этом сражении был тяжело ранен Панса, одна преторианская когорта уничтожена, новобранцы бежали, и легион Марса отступил. Победители, не соблюдая строя, возвращались в свой лагерь, когда на них внезапно обрушился Гирций с IV легионом. Войска Антония были наголову разбиты и в беспорядке рассеялись по полям и болотам. Только наступление темноты позволило им избежать уничтожения. Октавиан в этот день оборонял свой лагерь от Л. Антония, проводившего отвлекающие атаки. 15 апреля войска провозгласили императорами обоих консулов и Октавиана.

### Битва под Мутиной
21 апреля сенатские войска атаковали лагерь Антония под Мутиной. Децим Брут также выслал им на помощь несколько когорт. Октавиан сражался в этой битве как простой воин, и спас тело Гирция, который прорвался к самой палатке Антония и там пал в бою. Антоний снова был разбит, понёс большие потери, и с легионом Жаворонков ушёл к Лепиду в Нарбоннскую Галлию.
На следующий день умер Панса и сенатская армия осталась без предводителей. Смерть обоих консулов была настолько на руку Октавиану, что сразу пошёл слух, будто тот помог Пансе умереть, приказав ввести ему яд в раны.
Полководец Антония Вентидий Басс ещё в конце 44 до н. э. набрал на юге Италии два легиона, с которыми намеревался идти на Рим и захватить Цицерона, но затем пошёл на север к Антонию. Во время Мутинской битвы он был уже в Фавонии, и затем получил приказ перейти Апеннины и идти на соединение с Антонием.

## Последствия

### Реакция сената
В конце апреля Антоний, наконец, был объявлен врагом отечества. Победу над ним было решено отметить невиданным в истории пятидесятидневным празднованием, Децим Брут получал триумф и главное командование, а Октавиан только овацию. Кассию предоставили империй над азиатскими провинциями и поручили вести войну с Долабеллой, Бруту было разрешено ему помогать. Секста Помпея вызывали из Массалии командовать флотом.
Войска погибших консулов должны были быть переданы Дециму Бруту, но и IV и Марсов легионы отказались к нему перейти, оставшись под началом Октавиана, и Брут получил только новобранцев, да и то не всех.
Децим Брут встретился с Октавианом и пытался убедить его начать энергичное преследование Антония, чтобы не дать ему вновь собраться с силами. Однако Октавиану вовсе не нужно было скорое окончание войны, которое лишило бы его командования, да и солдаты не желали дальше воевать против людей Антония.
5 мая Брут писал Цицерону:

Если бы Цезарь меня послушал и перешёл бы Апеннины, мы загнали бы Антония в теснины, и уничтожили скорее голодом, чем оружием. Но ни Цезарю нельзя приказать, ни Цезарь не может приказать своему войску.— Цицерон. Письма к семье. XI, 10, 4.
Пленных людей Антония Октавиан или привлекал на свою сторону, или отпускал. Вентидию Бассу он также не помешал уйти через Апеннины.
В Риме была создана комиссия децемвиров для расследования преступлений Антония в бытность консулом. Она занялась также вопросом о награждении легионеров. Октавиан обещал каждому по 20 тыс. сестерциев, но сенат распорядился наградить только солдат тех двух легионов, что ушли от Антония, да и то снизил размер награды наполовину. Если таким образом рассчитывали расколоть армию и подорвать репутацию Октавиана, то затея эта провалилась. Далёкие от реальной жизни сенаторы не приняли в расчёт корпоративный дух профессиональной армии. Легионеры отказались разговаривать с послами сената в отсутствие своего командующего, и были очень недовольны тем, что их товарищей лишили награды. Вопрос о наделении ветеранов землёй также стоял очень остро, и войска были недовольны решениями правительства, причём больше всего винили лично Цицерона.
Сильно преувеличивая достигнутый успех, сенатская партия решила особо не считаться с Октавианом, тем более, что наместники западных провинций письменно уверяли её в своей поддержке.

### Соединение войск Антония и Лепида
Потерявший около половины личного состава Антоний отступал к Альпам, и для пополнения армии был вынужден раскрывать эргастулы и зачислять в её состав рабов. С трудом перевалив через Альпы, он двинулся на соединение с Лепидом, но тот, как оказалось, совсем к этому не стремился. Однако солдаты предали его и 29 мая около Форума Юлия (Фрежюс) перешли на сторону Антония. Сам Лепид сдался, и Антоний сохранил ему жизнь и даже формальный пост командующего.

### Поход Октавиана на Рим
Узнав об этом, сенат объявил Лепида врагом, вызвал легионы из Африки, и просил о помощи Брута и Кассия. Мунацию Планку было поручено соединиться с Децимом Брутом, а главное командование предполагалось вручить Октавиану. Тот, однако, не торопился покидать лагерь, а вместо этого в июле прислал в Рим делегацию, потребовав для себя консульства. По словам Диона Кассия, когда сенат не захотел дать согласие, центурион Корнелий наполовину вытащил меч из ножен, и сказал:

Если вы не дадите ему консульства, то вот он даст!— Дион Кассий. XLVI. 42.
Самоуверенность сенаторов объяснялась тем, что формально они имели 18 легионов против 13 у Антония и Лепида. Но войска эти были ненадёжны и не всегда подчинялись даже своим командирам.
В августе Октавиан поднял свои восемь легионов и двинулся на Рим. В городе началась паника, сенат был готов принять все его требования, но тут стало известно о высадке двух африканских легионов, да в самом городе стоял ещё один. Тон сенаторов сразу же изменился, но ненадолго, потому что все три легиона перешли на сторону Октавиана, и вскоре он без боя занял город. Рим вновь был охвачен страхом, но вскоре стало ясно, что на этот раз никаких насилий не будет.

Цезарь простил всех, чтобы тем самым подчеркнуть свою гуманность. Однако немного позже все они были присуждены к смерти.— Аппиан. XV, 94.
Теперь комиции утвердили его усыновление Цезарем, а 19 августа он был избран консулом вместе с Квинтом Педием. После этого был принят закон Педия, лишавший убийц Цезаря воды и огня. В числе осуждённых был и Децим Брут, и даже Секст Помпей, не имевший к этому никакого отношения. Решения, объявлявшие Антония и Лепида врагами, отменялись. Вскоре на их сторону перешли Азиний Поллион и Мунаций Планк.

### Гибель Децима Брута
Антоний и Лепид с 13 легионами вступили в Цизальпинскую Галлию. Децим Брут пытался уйти в Македонию на соединение с Марком Брутом, но войска предали его: четыре легиона ушли к Антонию, а шесть к Октавиану. Брут остался с 300 всадниками, а в дальнейшем число его спутников сократилось до десяти. В Альпах он был схвачен разбойниками, которые передали пленника вождю одного из мелких племён, которому Децим оказал в своё время немало услуг. Этот вождь заверил полководца в своём расположении, а потом связался с Антонием, и по его требованию отрубил Бруту голову.

### Образование Второго триумвирата
Поскольку на востоке республиканцы собрали 20 легионов, продолжение борьбы с Антонием было бессмысленным и опасным, и Октавиан в сентябре начал тайные переговоры. В ноябре близ Бононии на небольшом островке посреди реки Лавинии состоялась встреча с Антонием и Лепидом. По обоим берегам встали по пять легионов с каждой стороны. На двухдневном совещании были приняты решения, фактически закончившие пять веков существования Римской республики. Октавиан слагал с себя полномочия консула. Вместо этого учреждалась новая экстраординарная магистратура: tresviri rei publicae constituendae consulari potestate (триумвират для устроения государственных дел с консульской властью) сроком на пять лет. Триумвиры разделили между собой провинции, которые на тот момент находились под их властью. Антоний получал обе Галлии, Лепид — Нарбоннскую Галлию и обе Испании, Октавиан — Африку, Сардинию и Сицилию. Италия оставалась в общем ведении.
Ведение войны против республиканцев поручалось Антонию с Октавианом. Лепид оставался управлять Римом и получал должность консула на следующий год. Ему оставляли три легиона, остальные семь делили его коллеги, так, чтобы у каждого под началом было по двадцать легионов.
В качестве награды солдатам было решено разделить между ними земли, принадлежавшие 18 италийским городам.

эти города, отличающиеся богатством, плодородием почвы и красотою зданий, они намерены были вместе с землею и домами разделить между войском, как если бы эти города были завоеваны ими в неприятельской стране. Среди этих городов самые известные были Капуя, Регий, Венузия, Беневент, Нуцерия, Аримин, Гиппоний. Так лучшая часть Италии предназначалась для войска.— Аппиан. XVI, 3
Чтобы придать всему этому видимость законности, народный трибун П. Титий провёл через народное собрание, собранное в оккупированном Риме в окружении войск, закон об учреждении новой магистратуры — Второго триумвирата.

Ни срока для рассмотрения законопроекта, ни определённого дня для голосования его не было указано: закон немедленно вступал в силу.— Аппиан. XVI, 7.

### Начало эпохи террора
Официально триумвиры вступали в должность с 1 января 42 до н. э., но не дожидаясь этой даты, послали консулу Педию первый проскрипционный список, состоявший из 12 или 17 имён наиболее влиятельных людей, которых следовало убить немедленно. Квинт Педий пытался успокоить население, даже обнародовал этот секретный список, заявляя, что этим репрессии и ограничатся, но ужас, охвативший город был таков, что сам консул умер в ту же ночь «от утомления» (вероятно, от инфаркта).
Одной из первых жертв стал Цицерон, смерти которого требовал Антоний, и «божественный юноша» после некоторых колебаний дал своё согласие на убийство великого республиканца, которому сам был обязан началом своей политической карьеры.

Цицерону Антоний приказал отсечь голову и правую руку, которою оратор писал свои речи против него. Ему доставили эту добычу, и он глядел на неё, счастливый, и долго смеялся от радости, а потом, наглядевшись, велел выставить на форуме, на ораторском возвышении.— Плутарх. Антоний, 20
Со времен марианского террора и проскрипций Суллы прошло 40 лет, но память о событиях тех дней все ещё была жива, к тому же само название нового режима указывало на то, что эти люди берут себе за образец правление не Цезаря, но Суллы. В течение трёх дней триумвиры вступали в город, каждый со своей преторианской когортой и одним легионом, после чего охота на людей была объявлена по всей Италии. Чтобы финансировать войну с республиканцами были проведены колоссального масштаба экспроприации. Были конфискованы вклады, которые иностранцы и римляне делали в храме Весты. Все владельцы недвижимости были обязаны выплатить половину годового дохода, причём сумма эта устанавливалась произвольно. За каждого раба следовало уплатить налог. Представители имущих классов, даже одинокие женщины должны были заплатить единовременно сумму, равную их годовому доходу, а кроме того, 2/3 стоимости своего имущества.

## Итоги войны
Едва ли эти чудовищные меры удалось реализовать в полном объёме, но они парализовали торговлю и привели к исчезновению из оборота наличных денег, которые население прятало. Закономерным результатом был экономический хаос.
Следует заметить, что триумвиры добились своей цели. Репрессии, продолжавшиеся несколько лет, вкупе с массовыми экспроприациями и перераспределением земли физически навсегда уничтожили сенатскую оппозицию новой власти, а также тех италийских землевладельцев, которые были её поддержкой.
Все это дало Аппиану полное право сказать, что ужасы Второго Триумвирата превосходили то, что творилось во времена Мария и Суллы.